# Liste der Hubschraubertypen
Hubschrauber sortiert nach Hersteller, Typen und Versionen. Siehe auch die Kategorie:Hubschraubertyp.
Für Tragschrauber siehe Liste der Tragschrauber, für Starrflügelflugzeuge siehe Liste von Flugzeugtypen.
Bitte die Namenskonventionen beachten.

## Hersteller

### Aerokopter
- AK 1-3

### Aero
- HC-2 Heli Baby

### AirScooter
- AirScooter

### Aerotechnik Frankfurt
- WGM 21

### Aérospatiale
- Aérospatiale SA-315 Lama
- Aérospatiale SA-318 Alouette II
- Aérospatiale SA-319 Alouette III
- Aérospatiale SA 321 Super Frelon
- Aérospatiale SA 330 Puma
- Aérospatiale AS 332 Super Puma
- Aérospatiale SA 341 Gazelle
- Aérospatiale SA 342 Gazelle
- Aérospatiale AS 350 ist Weiterleitung zu Airbus Helicopters H125 Ecureuil (auch Squirrel)
- Aérospatiale AS 355 Ecureuil 2
- Aérospatiale SA 360 Dauphin
- Aérospatiale SA 365 Dauphin 2

### Airbus Helicopters(früherEurocopter)
- Bölkow Bo 105
- Eurocopter BK 117
- Eurocopter EC 145 (BK 117C-2) / Eurocopter EC 145T2 (BK 117D-2)
- Eurocopter EC 645
- EADS UH-72A Lakota
- Airbus Helicopters H120 Colibri
- Airbus Helicopters H130
- Airbus Helicopters H125 Ecureuil
- Airbus Helicopters H225 Super Puma (AS 332) bzw. AS 532/EC 725 Cougar
- Airbus Helicopters H135
- Airbus Helicopters H135M
- Airbus Helicopters H155 bzw. AS 365 Dauphin
- Airbus Helicopters H160
- Airbus Helicopters H175
- Airbus Helicopters H665 Tiger
- NHI NH90 bzw. NFH (gemeinsame Entwicklung mit AgustaWestland und Fokker)

### AgustaundAgustaWestland
- siehe Leonardo

### Atlas
Atlas wurde im Zuge der Privatisierung südafrikanischer Unternehmen in die Denel-Unternehmensgruppe eingegliedert.

### AVIC
- Avicopter AC310
- Avicopter AC311 (Lizenzbau Aérospatiale AS350)
- Avicopter AC313 (Lizenzbau Aérospatiale SA 321)
- Avicopter AC352 (Z-15) (Airbus Helicopters H175)

### Baumgartl
- Heliofly I
- Heliofly III/57
- Heliofly III/59
- PB-60
- PB-63
- PB-64

### Bell/Agusta
- BA609 Kipprotorflugzeug
- AB139

### Bell/Boeing
- V-22 Osprey Kipprotorflugzeug

### Bell Helicopter
- Bell 30
- Bell 47
- Bell 48
- Bell 61
- Bell AH-1, Cobra, Super Cobra
- Bell ARH-70
- Bell 204 UH-1 Iroquois (Huey; Teppichklopfer)
- Bell 205 UH-1 D und H Iroquois
- Bell 206 Jet Ranger, Long Ranger, Twin Ranger
- Bell 207 Sioux Scout
- Bell 209, HueyCobra & Sea Cobra
- Bell OH-58 Kiowa (Prime Chance, TF-188, Kiowa Warrior)
- Bell 210
- Bell 212 Twin Two-Twelve
- Bell 214 BigLifter
- Bell 222
- Bell 230
- Bell 309 King Cobra
- Bell 400
- Bell 407
- Bell 409
- Bell 412
- Bell 427
- Bell 429
- Bell 430
- Bell 505
- Bell 525
- Bell XV-3
- Bell XV-15 Kipprotorflugzeug
- Bell V-280 Valor Kipprotorflugzeug

### Bölkow
- Bölkow Bo 46
- Bölkow Bo 102 Heli-Trainer
- Bölkow Bo 103
- Bölkow Bo 105
- Bölkow Bo 108
- Bölkow Bo 140

### Borgward
- Kolibri I (1958)

### Boeing(McDonnell Douglas)
- McDonnell Douglas AH-64 Apache

### Boeing/Sikorsky
- Boeing-Sikorsky RAH-66 Comanche

### Boeing-Vertol
- Boeing-Vertol 107 CH-46 Sea Knight
- Boeing-Vertol CH-47 Chinook

### Brantly
- Brantly B-1
- Brantly B-2
- Brantly 305

### Bratuchin
- Bratuchin OKB-3 Omega
- Bratuchin Omega II

### Breguet
- Gyroplane-Laboratoire

### Bristol Aeroplane Company
- Bristol 171 Sycamore
- Bristol 173
- Bristol 192 Belvedere

### Cessna
- Cessna CH-1

### CH-7 Heli-Sport S.r.l.
- CH-7

### Changhe
- Changhe Z-10 Fierce Thunderbolt
- Changhe Z-11 (Lizenzbau von Aérospatiale AS350B)

### Cicaré
- Cicaré CH-1
- Cicaré CH-2
- Cicaré CH-3 Colibri/Cicaré C.K.1
- Cicaré CH-4
- Cicaré CH-5 AG
- Cicaré CH-6
- Cicaré CH-7
- Cicaré CH-9
- Cicaré CH-10
- Cicaré CH-11
- Cicaré CH-12
- Cicaré CH-14

### Cierva Autogiro(G.& J.Weir)
- Cierva W.9
- Cierva W.11 Air Horse (3 Rotoren)
- Cierva W.14 Skeeter
- Cierva CR Twin Grasshopper III (mit Rotorcraft)

### Denel
- AH-2 Rooivalk (auch AT-2, früher Atlas CSH-2)
- Oryx Lizenzversion der Aerospatiale SA330 Puma

### Dornier
- Dornier Do 132
- Dornier Do 32 (Kiebitz, einsitzig, 4 Versuchsmaschinen, 1962)
- Dornier Do 34 (Kiebitz, Aufklärungsplattform, 1972–1981)

### Eagle R&D
- Helicycle

### EH-Industries
- EH Industries EH101

### Enstrom Helicopter Corporation
- Enstrom F-28F
- Enstrom 280FX
- Enstrom 480

### Erickson Aircrane
- Sikorsky S-64 Skycrane

### Fairey
- Fairey Rotodyne

### Flettner
- Flettner Fl 184
- Flettner Fl 185
- Flettner Fl 201
- Flettner Fl 265
- Flettner Fl 282 Kolibri
- Flettner Fl 339

### Focke-Achgelis
- Fa 223 Drache
- Fa 224 Libelle
- Fa 225 (geschleppter Tragschrauber)
- Fa 269 (Kipprotor-Projekt 1941, eingestellt 1944)
- Fa 330 Bachstelze (Tragschrauber)
- Fa 61 (ursprünglich Focke-Wulf Fw 61)

### Ganswindt
Hebeluftschraubenflugzeug (1901)

### Guimbal (Hélicoptères Guimbal)
- Cabri G2

### Harbin Aircraft Industry Group
- Harbin HC120 (Airbus Helicopter H120 Colibri)
- Harbin Z-5
- Harbin Z-6
- Harbin Z-8 (Lizenzbau von Aérospatiale SA 321)
- Harbin Z-9 (Lizenzbau von Aérospatiale SA 365)
- Harbin Z-15 (heute Avicopter AC352 / Airbus Helicopters H175)
- Harbin Z-19 Black Whirlwind
- Harbin Z-20 Devine Eagle

### Helicopter Technik München
- HTM Skyrider

### HESA
- HESA Schahed 274
- HESA Schahed 285

### Hiller Aviation
- Hiller XH-44
- Hiller UH-12 Raven
- Hiller ROE-1 Rotorcycle

### Hindustan Aeronautics
- HAL Chetak
- HAL Cheetah, Lizenz-Version der Aérospatiale SA-315 Lama
- HAL Dhruv
- HAL LANCER
- HAL LCH (Light Combat Helicopter) Prachand

### Hughes Helicopters
- Hughes AH-64 Apache
- Hughes 300C
- Hughes 500
- Hughes 500 D
- Hughes MH-6
- OH 6 Cayuse (little Bird) Loach

### Innovator Technologies
- Mosquito AIR
- Mosquito XE
- Mosquito XEL
- Mosquito XET

### Instituto de Pesquisas e Desenvolvimento(IPD)
- IPD BF-1 Beija-Flôr

### Jakowlew
- Jakowlew Jak-24 fliegender Waggon, NATO-Codename: Horse
- Jakowlew Jak-100 Hubschrauber 1940er
- Jakowlew EG, Experimentalhubschrauber 1947

### Korea Aerospace Industries
- KAI KUH-1  Surion

### KamanAircraft Corporation
- K-125
- K-190
- K-225
- K-240 (HTK-1)
- K-600 (HOK-1/HUK-1)
- K-600 (H-43A Huskie)
- K-600-3 (HH-43B Huskie II)
- K-600-5 (HH-43F Huskie)
- K-17 Experimentalhubschrauber
- K-1125 Huskie III (Zivilhubschrauber)
- K-20 (UH-2/SH-2 Seasprite)
- K-1200 K-MAX

### Kamow
- Kamow Ka-8 fliegendes Motorrad
- Kamow Ka-10 NATO-Codename: Hat
- Kamow Ka-15 NATO-Codename: Hen
- Kamow Ka-18 NATO-Codename: Hog
- Kamow Ka-20 NATO-Codename: Harp
- Kamow Ka-22 Wintokryl / NATO-Codename: Hoop
- Kamow Ka-25 NATO-Codename: Hormone
- Kamow Ka-26 NATO-Codename: Hoodlum
- Kamow Ka-27 NATO-Codename: Helix A+D
- Kamow Ka-28 NATO-Codename: Helix
- Kamow Ka-29 NATO-Codename: Helix-B
- Kamow Ka-31 NATO-Codename: Helix
- Kamow Ka-32 NATO-Codename: Helix-C
- Kamow Ka-37 (Drohne)
- Kamow Ka-50 NATO-Codename: Hokum
- Kamow Ka-52 NATO-Codename: Hokum-B
- Kamow Ka-60
- Kamow Ka-62
- Kamow Ka-115
- Kamow Ka-118
- Kamow Ka-126
- Kamow Ka-137 (Drohne)
- Kamow Ka-226

### Kawasaki
- Kawasaki KH-4
- Kawasaki OH-1 Ninja

### Leonardo(früherAgustaundAgustaWestland)
- SKYe SH09

- Agusta A101
- Agusta A103
- Agusta A104 Helicar
- Agusta A105
- Agusta A106
- Agusta A109
- Agusta A115
- Agusta A119 Koala
- Agusta A129 Mangusta
- AgustaWestland AW101
- AgustaWestland AW139
- AgustaWestland AW609
- Leonardo AW09 (ehemals SKYe SH09 von Kopter – vormals Marenco Swisshelicopter)
- Leonardo AW249
- NH90 (Beteiligung)
- (Lizenzfertigung etlicher US-Modelle, u. a. von Bell – z. B. AB 206, Sikorski und Boeing-Vertol)

### Lockheed
- Lockheed AH-56 Cheyenne

### Messerschmitt-Bölkow-Blohm (MBB)
- MBB Bo 105
- Panzerabwehrhubschrauber 1 (PAH 1)
- MBB Bo 106
- Bo 107
- Bo 108
- Bo 140
- BP 108
- MBB BK 117

### McDonnell Douglas(heuteMD Helicopters)
- McDonnell XV-1
- McDonnell Douglas AH-64 Apache
- McDonnell Douglas MD 902 Explorer
- McDonnell Douglas MD 520
- McDonnell Douglas MD 600N

### Merckle
- SM 67

### Mil
- Mil Mi-1 NATO-Codename: Hare
- Mil Mi-2 NATO-Codename: Hoplite
- Mil Mi-4 NATO-Codename: Hound
- Mil Mi-6 NATO-Codename: Hook
- Mil Mi-8 NATO-Codename: Hip
- Mil Mi-9 NATO-Codename: Hip-G
- Mil Mi-10 NATO-Codename: Harke
- Mil Mi-12 (W-12), NATO-Codename: Homer
- Mil Mi-14 NATO-Codename: Haze
- Mil Mi-17 NATO-Codename: Hip-H
- Mil Mi-24 NATO-Codename: Hind
- Mil Mi-25 NATO-Codename: Hind
- Mil Mi-26 NATO-Codename: Halo
- Mil Mi-28 NATO-Codename: Havoc
- Mil Mi-34 NATO-Codename: Hermit
- Mil Mi-35
- Mil Mi-38
- Mil Mi-40
- Mil Mi-42
- Mil Mi-52
- Mil Mi-54
- Mil Mi-58
- Mil W-7

### NH Industries
- NH90

### Omega
- Omega BS-12D

### Piasecki Helicopter Corporation
- Piasecki PV-2
- Piasecki HRP-1
- Piasecki HUP-1 Retriever
- Piasecki H-16
- Piasecki H-21
- Piasecki H-25

### Piasecki Aircraft Corporation
- Piasecki 16H Pathfinder
- Piasecki X-49A SpeedHawk

### Państwowe Zakłady Lotnicze(PZL)
- SM-2 Universal
- PZL Kania
- PZL W-3 Sokół
- PZL SW-4 Puszczyk

### Petrocz, Karman & Zurovec (PKZ)
- PKZ-1
- PKZ-2

### Robinson Helicopter
- Robinson R22
- Robinson R44 Raven, Clipper
- Robinson R66

### RotorWay International
- RotorWay Exec 162F
- RotorWay A600 Talon
- RotorWay Eagle 300T

### Saunders-Roe(Saro)
- Saunders-Roe Skeeter
- Saunders-Roe P.531

### Schweizer Aircraft Corporation
- Schweizer 300C und CBi
- Schweizer S-330
- Schweizer S-333
- Schweizer S-434

### Sikorsky Aircraft Corporation
Für die Sikorsky-Flächenflugzeuge: siehe Liste von Flugzeugtypen/N–S
- Sikorsky VS-300
- Sikorsky R-4 Hoverfly
- Sikorsky R-6 Hoverfly
- Sikorsky S-51 (R-5/H-5; HO2S/HO3S)
- Sikorsky S-52 Zweisitzer ...-1 (erster Heli-Looping durch Harold E. Thompson); Viersitzer ...-2
- Sikorsky S-55 (H-19 Chickasaw; HO4S, HRS)
- Sikorsky S-56 (H-37 Mojave; HR2S)
- Sikorsky S-58 (H-34 Chocktaw; HSS Seabat; HUS Seahorse)
- Sikorsky S-59
- Sikorsky S-60
- Sikorsky S-61 (H-3 Sea King; CH-3/HH-3 Jolly Green Giant)
- Sikorsky S-62
- Sikorsky S-64 (H-54 Skycrane)
- Sikorsky S-65 (H-53 Stallion; S-80)
- Sikorsky S-66/S-67 (Sammelartikel)
- Sikorsky S-69
- Sikorsky S-70 (UH-60 Black Hawk; SH-60/MH-60 Seahawk)
- Sikorsky S-72 X-Wing
- Sikorsky S-76
- Sikorsky S-92
- Sikorsky S-97
- Sikorsky X2

### Sud Aviation
Sud
- Sud Aviation SA 3160 bzw. SA 316 bzw. SA 319 Alouette III
- Sud Aviation SA 320 Frelon bzw. SA 321 Super Frelon
- Sud Aviation SA 330 Puma
- Sud Aviation SA 315 Lama
- Sud Aviation SA 340 Gazelle bzw. Aérospatiale SA 341 bzw. SA 342

Sud-Ouest
- Sud-Ouest SO 1100 Ariel
- Sud-Ouest SO 1221 Djinn

SNCAC
- SNCAC NC.2001 Abeille

SNCASE
- Sud-Est SE 3120 Alouette

(siehe auch bei Aerospatiale)

### Tatarinow
- Tatarinow Aeromobile

### TUSAŞ Aerospace Industries (TAI)
- TAI/AgustaWestland T129
- TAI T625

### Vertol Aircraft Corporation
- Vertol VZ-2

### VZLÚ
- HC-3

### Westland Aircraft(heuteAgustaWestland)
- Westland Lynx
- Westland Scout
- Westland Sea King
- Westland Wasp
- Westland Whirlwind
- Westland Dragonfly
- Westland Widgeon
- Westland Westminster
- Westland Wessex
- WAH-64 Apache (gemeinsam mit Boeing)
- EH-101 Merlin

### Winner SCS
- Winner M500

### Youngcopter
- Youngcopter NEO

### Zaschka
- Zaschka-Rotationsflugzeug

### Zlín
- Z-35 Heli Trener
- Z-135